# So-Hi (Arizona)
So-Hi es un lugar designado por el censo ubicado en el condado de Mohave en el estado estadounidense de Arizona. En el Censo de 2010 tenía una población de 477 habitantes y una densidad poblacional de 210,24 personas por km².

## Geografía
So-Hi se encuentra ubicado en las coordenadas 35°15′10″N 114°8′29″O / 35.25278, -114.14139. Según la Oficina del Censo de los Estados Unidos, So-Hi tiene una superficie total de 2.27 km², de la cual 2.27 km² corresponden a tierra firme y (0%) 0 km² es agua.

## Demografía
Según el censo de 2010, había 477 personas residiendo en So-Hi. La densidad de población era de 210,24 hab./km². De los 477 habitantes, So-Hi estaba compuesto por el 91.82% blancos, el 0.63% eran afroamericanos, el 0.21% eran amerindios, el 1.26% eran asiáticos, el 0% eran isleños del Pacífico, el 5.03% eran de otras razas y el 1.05% pertenecían a dos o más razas. Del total de la población el 11.74% eran hispanos o latinos de cualquier raza.